# Förskoleåldern

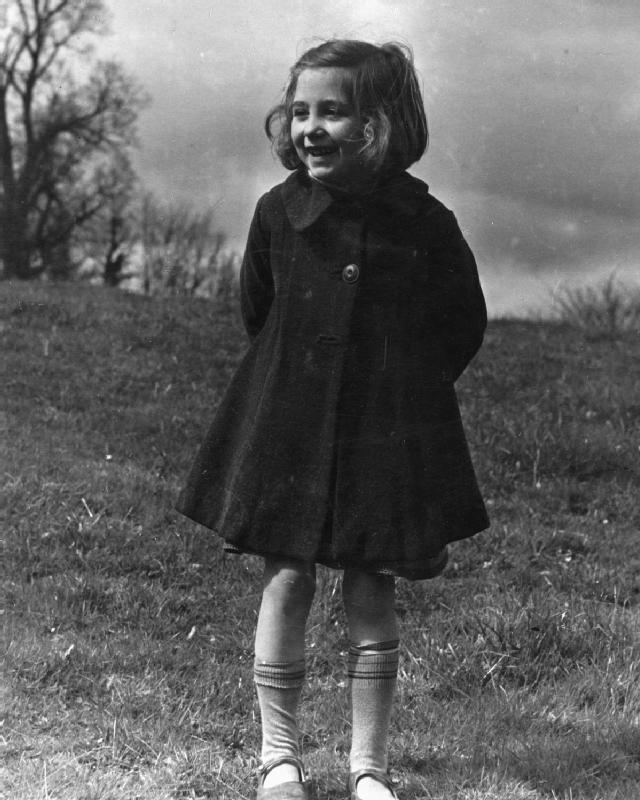
En femårig flicka.

Förskoleåldern eller lekåldern är åldern som följer efter koltåldern. Den kommer före skolåldern, vanligtvis mellan tre och sex års ålder. Vid denna ålder går barn vanligtvis i förskola (dagis), i länder där sådan finns tillgänglig.